# Bettingen (Wertheim)
Bettingen ist eine Ortschaft der Großen Kreisstadt Wertheim im Main-Tauber-Kreis in Baden-Württemberg.

## Geographie

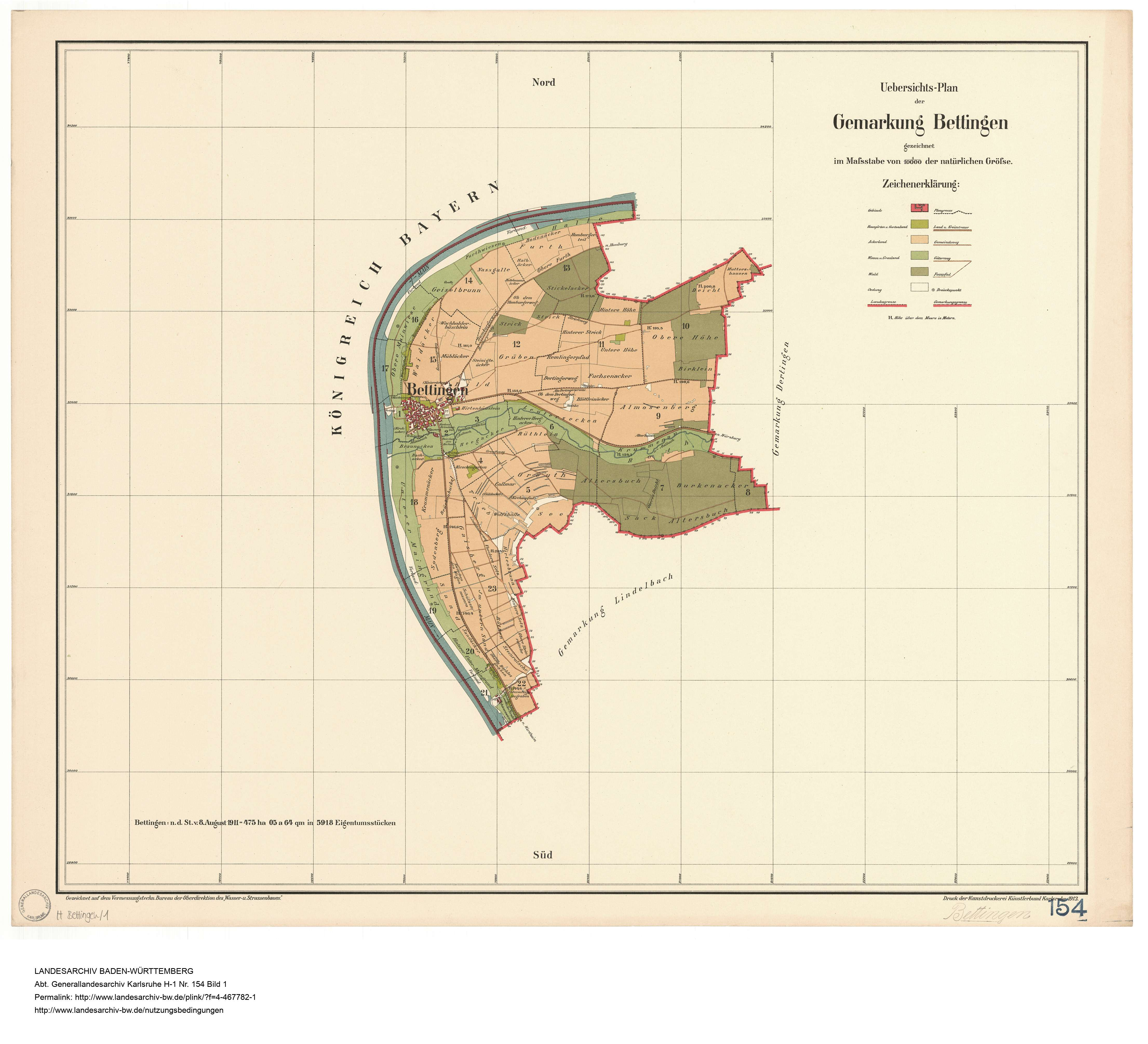
Gemarkung von Bettingen, 1913

### Geographische Lage
Bettingen liegt 148 m ü. NHN nordöstlich der Mainschleife am südöstlichen Rand des Mainvierecks. Auf der Gemarkung der ehemaligen Gemeinde Bettingen liegen das Dorf Bettingen (⊙) sowie das Wohn- und Industriegebiet Almosenberg (⊙), das im weiten Umkreis vor allem durch das Factory-Outlet-Center Wertheim Village bekannt ist.

### Nachbargemarkungen
Nachbargemarkungen im Uhrzeigersinn im Norden beginnend sind Trennfeld, Homburg am Main, Dertingen, Lindelbach und Kreuzwertheim.

### Gewässer
Im Westen der Gemarkung mündet der durch den Süden des Ortes fließende Mühlenkanal, der ein rechter Nebenarm des dort etwas weiter südlich mündenden Aalbach ist, in den Main.
Das mit Rechtsverordnung vom 30. November 1965 ausgewiesene Wasserschutzgebiet Bettingen mit der WSG-Nr. 128077 umfasst eine geschützte Fläche von 12,26 Hektar.

## Geschichte
Bettingen war bis zur Eingemeindung nach Wertheim, die am 1. Januar 1972 erfolgte, eine eigenständige Gemeinde im Landkreis Tauberbischofsheim. Am 31. Dezember 2022 hatte Bettingen 783 Einwohner.

## Religion
Bettingen ist protestantisch geprägt. Die Christuskirche gehört zum Evangelischen Kirchenbezirk Wertheim. Die hier lebenden Katholiken gehören zur Pfarrgemeinde des Wertheimer Ortsteils Hofgarten (Dekanat Tauberbischofsheim).

## Politik
Der Ortschaftsrat Bettingen besteht aus der Ortsvorsteherin Songrit Breuninger (FBW) und drei Mitgliedern des Ausschusses.

## Wirtschaft und Infrastruktur

### Gastronomie
Die Schweizer Stuben waren ein Hotel in Bettingen, dessen gleichnamiges Restaurant jahrelang zu den besten Deutschlands gehörte. Von 1974 bis 2002 wurde es mit ein bis zwei Sternen im Guide Michelin ausgezeichnet.